# 下後龍溪橋
台鐵下後龍溪橋是位於台灣苗栗縣後龍溪上的一座鐵路橋樑，連接苗栗縣後龍鎮後龍車站與龍港車站，1988～1990年於舊橋下游側重建新橋。

## 沿革與設計

### 第一代橋
海線鐵路後龍～苑裡路段自1920年5月開工興建，其中「下後龍溪橋」跨越後龍溪，位于後龍至公司藔（今龍港站）区间，設計為每孔跨度19.2公尺的單線鐵路上承式鋼鈑梁橋，橋墩為RC構造，圓形沉箱深度9公尺，1920年10月動工興建，下部結構的橋墩受臺灣總督府土木局委託，一併設計施作公路橋橋墩基礎，成為一座鐵公路共用橋；該橋的鐵路橋部分於1922年完工，並隨著海線鐵路於同年10月11日全線通車而啟用；公路橋的部分則在1933年7月開工，橋寬設計5.5公尺、橋長319公尺，1934年10月26日竣工，同月30日上午11時舉行竣工典禮。

### 第二代橋
日本時代後期及戰後，台鐵局陸續改建或補強老舊鐵路橋梁，並自1980年代起，大規模重建舊橋，其中第一代下後龍溪橋由於鋼梁逾齡鏽蝕，排洪斷面不足，為了維持行車安全，台鐵局將該橋納入「鐵路沿線老舊橋梁重建工程」項目重建。新橋（第二代橋）建造於第一代橋下游側約100至200公尺處，由中華顧問工程司細部設計、行政院退除役官兵輔導委員會榮民工程處承包。為配合海線鐵路局部路段複線化，該橋採複線橋梁設計，自1988年（民國77年）4月4日開工，1990年10月12日完成東主正線通車，10月24日完成西主正線通車，1991年6月22日起後龍站至白沙屯站間啟用雙單線中央控制行車制（CTC）行車。
|          | 第一代桥                      | 第二代桥                                   |
| -------- | ----------------------------- | ------------------------------------------ |
| 用途     | 鐵公路共用橋                  | 鐵路橋                                     |
| 长度     | 319公尺                       | 534.6公尺                                  |
| 上层建筑 | 上承式鋼梁橋                  | 簡支預力箱型梁                             |
| 孔数     | 10孔；另亦有記載16孔          | 27孔                                       |
| 跨度     | 19.2公尺                      | 19.8公尺                                   |
| 下部结构 | 混凝土橋墩；圓形沉箱深度9公尺 | 钢筋混凝土單圓柱懸臂式橋墩；沉箱深度20公尺 |
| 线路数量 | 單線鐵路                      | 复线铁路                                   |
| 现状     | 已拆除                        | 使用中                                     |

## 近況
- 第一代橋：1990年停用後，台鐵局立即拆除橋梁上部的鋼鈑梁，交由台鐵鋼梁隊再利用，或是就地標售；下部結構的橋墩因為與台1線公路橋（舊後龍溪橋）共用而保留。在後續臺灣省公路局辦理公路四年經建計畫項下之瓶頸公路改善計畫，於1995年拓寬台1線縱貫公路後龍～通霄段和後龍溪橋[8]後，停用原一代橋橋墩[9]，并已於近年[何时？]拆除。
- 第二代橋：現役中。为配合「新港溪橋及其引道改建工程」（後龍站高架化工程）半半施工，2003年5月起，原本複線橋梁在靠近後龍站端的橋上設置臨時號誌站，以短距離單線鐵路連結後龍站站場[10]，至2009年6月30日後龍站高架車站正式啟用後，二代橋橋頭端恢復為複線。

## 其他紀事
- 由於下後龍溪橋與下南勢坑溪橋、龍港車站、下三叉河橋距離不遠，且橋梁改建時需一併完成後龍站至白沙屯北號誌站之間的複線化與鐵路線形調整，因此，工程單位一併實施下列改建工程：
  - 重建後龍站至龍港站之間的下南勢坑溪橋（長118.8公尺）。
  - 拆除日本時代大正年間所建的木造龍港站站房，於原舊站房南下方向約120公尺處新建新站房，並且調整月台位置。但新站房完成不久，龍港站即在1991年6月22日停止售票，降等為無人招呼站，新站房重新佈置改為道班工房。
  - 重建龍港站南側的下三叉河橋（長297公尺）。[1]
- 第二代下後龍溪橋完工後，台鐵局於橋南設立「後龍靖海」碑，並於碑座鑲上〈鐵路沿線廿四座老舊橋樑重建紀要〉及〈下後龍溪橋重建記〉，說明橋梁重建始末。[11]